# Peter Mullins (Filmarchitekt)
Peter Mullins (* 15. September 1931 in London, Großbritannien) ist ein britischer Filmarchitekt.

## Leben und Wirken
Mullins begann ab dem Jahr 1947 als Assistent eines Bühnenbildners zu arbeiten und war in den 1950er Jahren als Ausstatter bei der BBC beschäftigt. 1960 debütierte er als Filmarchitekt und gestaltete zunächst die Kulissen für einfache, gering budgetierte britischen Kriminalfilme nach Vorlagen von Edgar Wallace. Mit seinen Entwürfen zu Joseph Loseys Weltkriegsdrama King and Country – Für König und Vaterland ließ man ihn 1964 erstmals auch die Filmbauten zu einer A-Produktion gestalten. 
Seit 1976 entwarf Mullins die Kulissen zu den Filmen der „Pink-Panther-Reihe“, bis er sich 1993 weitgehend aus dem Kinofilmgeschäft zurückzog. Mitte der 1980er Jahre arbeitete der Londoner auch kurzzeitig in Hollywood, wo er jedoch lediglich reine Routine-Produktionen (Death Wish III – Der Rächer von New York, Shanghai Surprise) betreute. Zu seinen wirkungsvollsten Kulissenentwürfen zählen die Arbeiten zu Guy Greens „Luther“-Biographie, Jack Golds Okkultismus-Schocker „Der Schrecken der Medusa“ und Brian G. Huttons raubauzigem Kriegsstreifen „Agenten sterben einsam“. In seinen späten Arbeitsjahren designte Mullins mehrfach Fernsehproduktionen wie z. B. die anglo-amerikanische Gruselreihe ‘Geschichten aus der Gruft’, ehe er sich zur Jahrtausendwende in den Ruhestand verabschiedete.
Mullins war von 1958 bis zu ihrem Tode mit der nahezu gleichaltrigen Schauspielerin Jennifer Jayne (1931–2006) verheiratet.

## Filmografie
beim Kinofilm, wenn nicht anders angegeben
- 1950: Die schwarze Füchsin (Gone to Earth)
- 1957–58: Robin Hood (Fernsehserie)
- 1958–59: William Tell (Fernsehserie)
- 1959: Der Unsichtbare (The Invisible Man) (Fernsehserie)
- 1960: Bomb in the High Street
- 1961: Never Back Losers
- 1961: The Sinister Man
- 1961: Attempt to Kill
- 1961: Die Rache des Mörders (Playback)
- 1962: Küsse für den Mörder (Ricochet)
- 1962: Brillanten des Todes: Solo für Inspektor Sparrow (Solo for Sparrow)
- 1962: On the Run
- 1962: Dolch im Rücken (Death Trap)
- 1963: The Double
- 1964: The Main Chance
- 1964: King and Country – Für König und Vaterland (King and Country)
- 1965: Der Verführer läßt schön grüßen (Alfie)
- 1965: Frankenstein 70 – Das Ungeheuer mit der Feuerklaue (The Projected Man)
- 1966: Das Spion mit der kalten Nase (The Spy With a Cold Nose)
- 1966: ...und Scotland Yard schweigt (The Man Outside)
- 1967: Pretty Polly
- 1967: Das Penthouse (The Penthouse)
- 1968: Agenten sterben einsam (Where Eagles Dare)
- 1969: Der gefährlichste Mann der Welt (The Most Dangerous Man in the World / The Chairman)
- 1970: Das vergessene Tal (The Last Valley)
- 1970: Die Ratten vom Amsterdam (Puppet on a Chain)
- 1971: X, Y und Zee (Zee & Co.)
- 1972: Harold und die Stripperin (Steptoe and Son)
- 1973: Brillanten und Kakerlaken (11 Harrowhouse)
- 1974: Luther
- 1975: Ein Mann rechnet ab (The Human Factor)
- 1976: Inspektor Clouseau, der „beste“ Mann bei Interpol (The Pink Panther Strikes Again)
- 1977: Der Schrecken der Medusa (The Medusa Touch)
- 1978: Inspector Clouseau – Der irre Flic mit dem heißen Blick (Revenge of the Pink Panther)
- 1978: Goldengirl (Goldengirl)
- 1979: Daddy dreht durch (There Goes the Bride)
- 1979: Warum bleibst du nicht bis zum Frühstück? (Why Not Stay For Breakfast?)
- 1980: Die Hunde des Krieges  (The Dogs of War)
- 1981: Ein Opa kommt selten allein (Whose Little Girl Are You ? / Better Late Than Never)
- 1982: Der rosarote Panther wird gejagt (Trail of the Pink Panther)
- 1982: Der Fluch des rosaroten Panthers (Curse of the Pink Panther)
- 1983: Scandalous
- 1983: Tödliches Doppelspiel (Lassiter)
- 1984: Der 4 1/2 Billionen Dollar Vertrag (The Holcroft Covenenant)
- 1985: Death Wish III – Der Rächer von New York (Death Wish III)
- 1986: Shanghai Surprise (Shanghai Surprise)
- 1987: Queenie (Fernsehmehrteiler)
- 1989: Doppeltes Spiel (Just Another Secret) (Fernsehfilm)
- 1989: Es führt kein Weg zurück (Pride and Extreme Prejudice) (Fernsehfilm)
- 1990: Schatten über Sunshine (A Little Piece of Sunshine) (Fernsehfilm)
- 1990: Der Sommer des Schakals (Death Has a Bad Reputation) (Fernsehfilm)
- 1990: Stepping Out (Stepping Out)
- 1992: Der Sohn des rosaroten Panthers (Son of the Pink Panther)
- 1996: Das Gespenst von Canterville (The Canterville Ghost) (Fernsehfilm)
- 1996: Codename: Wolverine (Wolverine) (Fernsehfilm)
- 1998: Ein Ritter in Camelot (A Knight in Camelot) (Fernsehfilm)
- 1998: Diane – Königin der Herzen (Diana: A Tribute to the People's Princess) (Fernsehfilm)
- 2001: Die Wannseekonferenz (Fernsehfilm)
- 2001: Back to the Secret Garden